# Крессель
Крессе́ль (фр. Creissels, окс. Creissèls) — коммуна во Франции, находится в регионе Окситания. Департамент — Аверон. Входит в состав кантона Западный Мийо. Округ коммуны — Мийо.
Код INSEE коммуны — 12084.
Коммуна расположена приблизительно в 540 км к югу от Парижа, в 145 км восточнее Тулузы, в 50 км к юго-востоку от Родеза.

## Население
Население коммуны на 2008 год составляло 1486 человек.
| 1962 | 1968 | 1975 | 1982 | 1990 | 1999 | 2008 |
| ---- | ---- | ---- | ---- | ---- | ---- | ---- |
| 837  | 936  | 1291 | 1326 | 1401 | 1501 | 1486 |

## Экономика
Основу экономики составляет сельское хозяйство (выращивание молочных овец для производства сыра Рокфор и Перай), а также сельский туризм.
В 2007 году среди 911 человек в трудоспособном возрасте (15—64 лет) 675 были экономически активными, 236 — неактивными (показатель активности — 74,1 %, в 1999 году было 70,8 %). Из 675 активных работали 618 человек (327 мужчин и 291 женщина), безработных было 57 (25 мужчин и 32 женщины). Среди 236 неактивных 78 человек были учениками или студентами, 96 — пенсионерами, 62 были неактивными по другим причинам.

## Уроженцы
- Дени Крессель — французский лингвист (р. 1943)[3]

## Фотогалерея

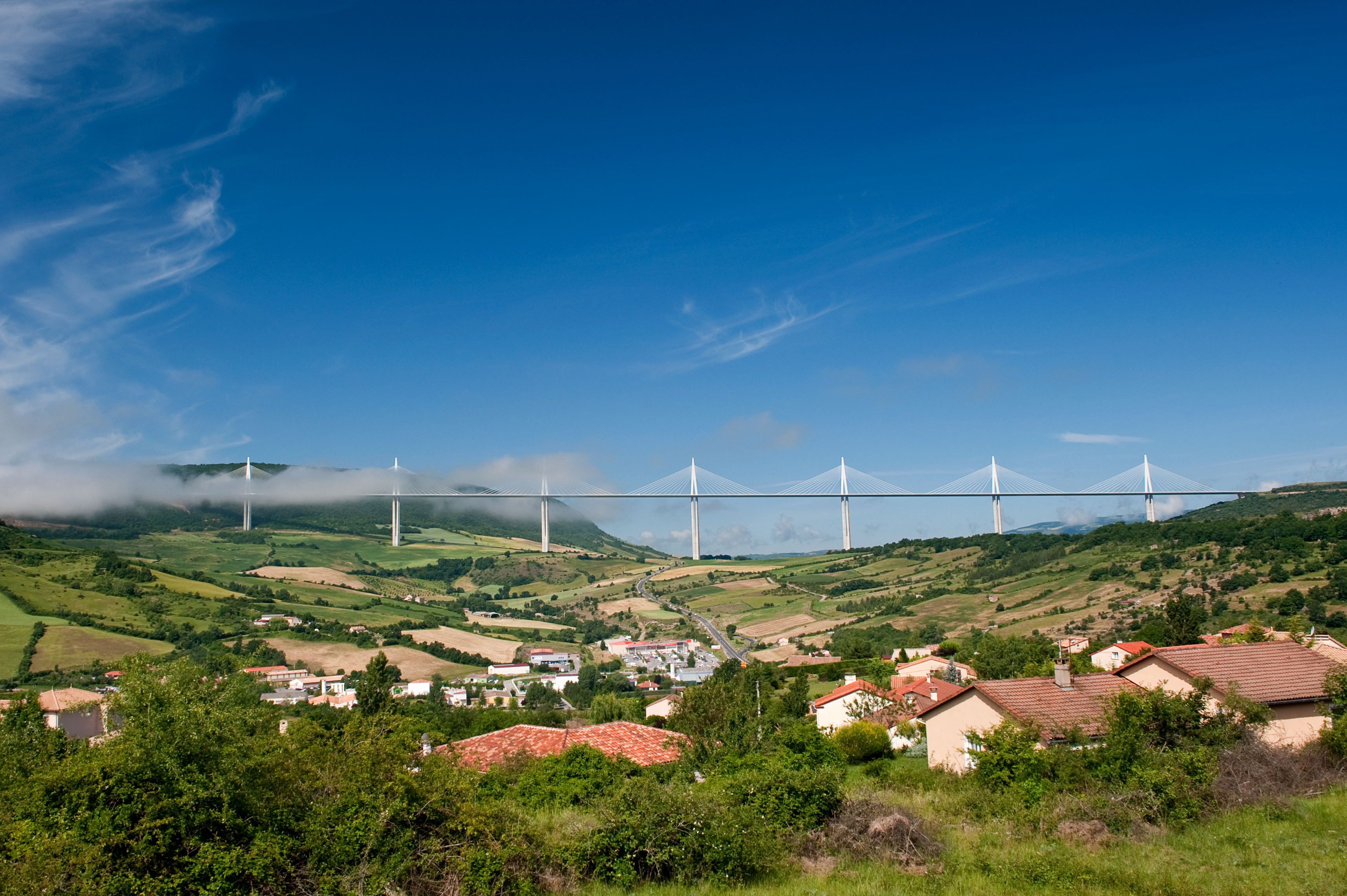
Крессель
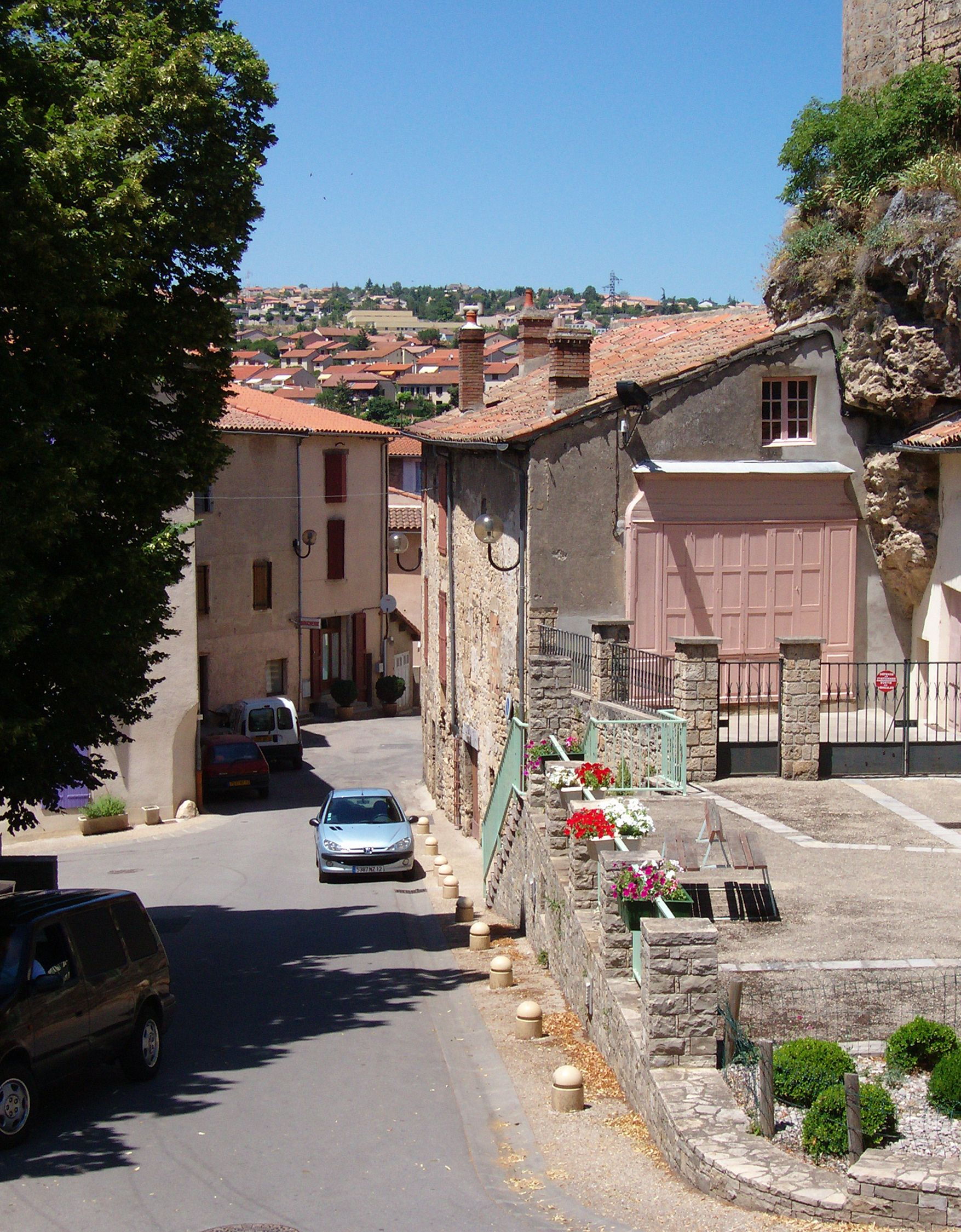
Крессель
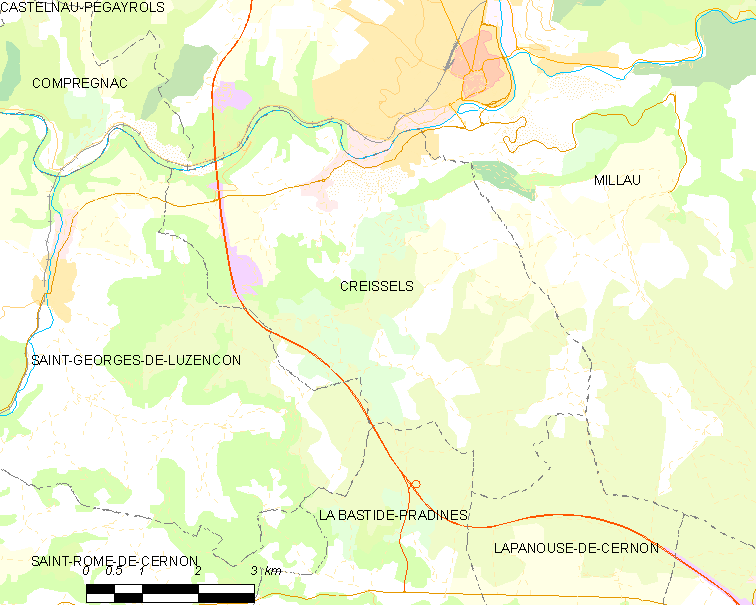
Карта коммуны